# Clumsy simulator
Un clumsy simulator (littéralement « simulateur maladroit »), aussi appelé clumsimulator, est un jeu vidéo de simulation volontairement conçu pour être difficile à contrôler. Il en ressort un effet comique (pouvant être parodique), parfois amplifié par l'utilisation d'une physique ragdoll, et un challenge supplémentaire.

## Liste de jeux
- 2008 : QWOP
- 2010 : Octodad
- 2013 : Backflip Madness
- 2013 : Mount Your Friends
- 2013 : Surgeon Simulator 2013
- 2014 : Goat Simulator
- 2015 : I Am Bread
- 2016 : Human: Fall Flat
- 2015 : Tabletop Simulator
- 2017 : Getting Over It with Bennett Foddy
- 2018 : Mount Your Friends 3D: A Hard Man Is Good to Climb
- 2020 : Fall Guys: Ultimate Knockout
- 2020 : Milkman Karlson
- 2021 : Just Die Already[2]
- 2023 : Topple Tactics (In developpement)